# Saint-Cyr-sur-Loire
Saint-Cyr-sur-Loire – miejscowość i gmina we Francji, w Regionie Centralnym, w departamencie Indre i Loara.
Według danych na rok 1990 gminę zamieszkiwało 15 161 osób, a gęstość zaludnienia wynosiła 1123 osoby/km² (wśród 1842 gmin Regionu Centralnego Saint-Cyr-sur-Loire plasuje się na 19. miejscu pod względem liczby ludności, natomiast pod względem powierzchni na miejscu 963.).

## Współpraca
- Katrineholm, Szwecja
- Meinerzhagen, Niemcy
- Newark-on-Trent, Wielka Brytania
- Valls, Hiszpania
- Ptuj, Słowenia
- Morfu, Cypr